# Jože Cukale
Jože Cukale, slovenski duhovnik, misijonar, pesnik, * 27. april 1915, Vrhnika, † 21. oktober 1999, Kalkuta, Indija.